# 10436 Janwillempel
A 10436 Janwillempel (ideiglenes jelöléssel 6073 P-L) a Naprendszer kisbolygóövében található aszteroida. Cornelis Johannes van Houten,  Ingrid van Houten-Groeneveld és Tom Gehrels fedezte fel 1960. szeptember 24-én.